# Provident Polska
Provident Polska SA – instytucja finansowa oferująca pożyczki, będąca częścią międzynarodowej grupy International Personal Finance będącej spółką publiczną notowaną na London Stock Exchange (od 2007).

## Historia
Provident Polska działa na rynku od 1997, należy do międzynarodowej grupy finansowej International Personal Finance (IPF), której korzenie sięgają roku 1880 kiedy to powstała spółka Provident Financial. IPF jest notowana na Londyńskiej Giełdzie Papierów Wartościowych. W skład Grupy IPF, oprócz Polski będącej największym rynkiem, wchodzą Czechy, Węgry, Rumunia oraz Meksyk. W 2014 roku grupa IPF utworzyła jednostkę proponującą pożyczki internetowe IPF Digital jako uzupełnienie oferty pożyczek udzielanych w domu. Obejmuje ona marki: Credit24 i Creditea obecne w Finlandii, Estonii, Australii i Meksyku oraz na Łotwie i Litwie.

## Działalność
Przedsiębiorstwo na polskim rynku oferuje pożyczki pozabankowe. Oferuje pożyczki z możliwością spłaty w dwóch opcjach: obsługa w domu klienta lub przelew z konta bankowego. W 2013 roku spółka wprowadziła pożyczki dla mikroprzedsiębiorców. W 2014 roku oferta poszerzyła się o pożyczkę konsolidacyjną, a także pożyczkę ze spłatą w miesięcznych ratach (w pozostałych przypadkach standardem jest rata cotygodniowa). Provident rozpoczął również współpracę z AXA, dzięki czemu zaoferował jako dodatek do pożyczki pakiet medyczny za darmo. W styczniu 2016 r. firma wprowadziła do oferty rozwiązania finansowe przez internet.

## Kontrowersje

### Interwencja UOKiK w sprawie wcześniejszych spłat pożyczek
W 2009 r. Urząd Ochrony Konkurencji i Konsumentów (UOKiK) stwierdził, że Provident rażąco narusza interesy swoich klientów, np. w sytuacji gdy klient wcześniej oddaje pożyczone pieniądze, Provident nie zwraca mu niewykorzystanej składki ubezpieczeniowej ani opłaty za obsługę domową. W 2011 r. Sąd Ochrony Konkurencji i Konsumentów przyznał rację UOKiK w tej kwestii. We wrześniu 2019 r. Trybunał Sprawiedliwości Unii Europejskiej potwierdził, że Provident zgodnie z art. 49 ustawy o kredycie konsumenckim, ma obowiązek oddać konsumentom proporcjonalną część wszystkich kosztów pożyczki w przypadku wcześniejszej spłaty. Jak dodano, firma Provident w przypadku wcześniejszej spłaty pożyczki z takiego obniżenia kosztów wyłączyła opłatę przygotowawczą i prowizję.
W 2020 Rzecznik Finansowy wezwał Provident do zmian w umowach pożyczek. W 2021 prezes UOKiK Tomasz Chróstny w wydanej decyzji zobowiązał spółkę Provident Polska do zmiany sposobu rozliczeń z byłymi i obecnymi klientami

### Interwencja UOKiK w sprawie możliwości rozwiązania umowy
Pod koniec 2013 r. UOKiK nałożył na Providenta dwie kary, pierwszą w wysokości 12,3 mln zł za niewywiązywanie się z obowiązku informowania o wszystkich kosztach związanych z udzieleniem pożyczki. Wyrok w tej sprawie zapadł w listopadzie 2018 roku. UOKiK zwracał uwagę, że firma podawała w umowie nieprawdziwe informacje o całkowitym koszcie takiej pożyczki i wysokości rzeczywistej rocznej stopy oprocentowania (RRSO) – klient nie był informowany o dodatkowej opłacie z tytułu obsługi pożyczki w domu oraz tzw. opłacie przygotowawczej.
Druga karta w wysokości ponad 480 tys. zł za reklamy wprowadzające w błąd. Spółka prezentowała w nich swoją ofertę jako pożyczkę, od której można odstąpić w ciągu 14 dni, mimo że prawo to dotyczy każdej umowy o kredyt konsumencki.

### Zabójstwa przedstawicielek Providenta
W latach 2004–2011 w Polsce zginęło 6 przedstawicielek Providenta w związku z wykonywaną przez nie pracą na rzecz spółki. Za każdym razem motywem były niewielkie kwoty pieniędzy, które kobiety miały przy sobie.

### Krytyka ze strony polityków
W 2012 r. w wywiadzie dla Wprost Jarosław Kaczyński, powiedział, że Provident w Polsce „bezczelnie uprawia lichwę i nic złego go za to nie spotyka”.
W 2004 r. brytyjski ambasador w Polsce Charles Crawford wysłał list w obronie Providenta. Pismo było związane z pracami nad wprowadzeniem przepisów antylichwiarskich. List został przez niektórych polityków skomentowany jako niedozwolone naciski polityczne i mieszanie się Wielkiej Brytanii w stanowienie polskiego prawa. W sprawie zabrali głos Aldona Michalak (SLD) oraz Przemysław Gosiewski (PiS).

## Wyróżnienia i nagrody
Niektóre z najważniejszych nagród przyznanych przedsiębiorstwu w ostatnich latach:
- Perły Polskiej Gospodarki (sektor bankowy i ubezpieczenia):
  - 2011 – 2 miejsce[17]
  - 2012 – 3 miejsce[18]
  - 2013 – 2 miejsce[19]
- Ranking Odpowiedzialnych Firm:
  - 2014 – 6 miejsce w sektorze bankowość, sektor finansowy i ubezpieczeniowy[20]
  - 2015 – 3 miejsce w sektorze bankowość, sektor finansowy i ubezpieczeniowy[21]
- Dobra Marka (tytuł przyznawany w oparciu o badania opinii): 2013[22], 2014[23];
- Finansowa Marka Roku: 2015[24], 2016[25], 2017[26], 2018[27], 2019[28];
- Etyczna Firma: 2014[29], 2015[30], 2017[31], 2018[32];
- Najlepszy Pracodawca: 2014 – 2 miejsce w kategorii „przedsiębiorstwa XXL”[33];
- Top Employers: 2013[34] 2014[35] 2015[36], 2016[37], 2017[38], 2018[38], 2019[38], 2020[39];
- Inwestor w Kapitał Ludzki: 2013[40];
- Certyfikat OHSAS 18001 z zakresu Zarządzania Zdrowiem i Bezpieczeństwem Zawodowym (2007)[41]

- Złoty Listek CSR: 2015[42], 2016[43], 2017[44], 2018[44], 2019[45], 2020[46];
- Laur Klienta – Odkrycie roku 2018[47]
- Certyfikat RESPECT : 2018[48];
- Mistrz Biznesu (tytuł przyznawany przez magazyn Businessman): 2018[49], 2019[50];
- Top Marka (nagroda magazynu „PRESS” i firmy Press Service na podstawie analizy wydźwięku publikacji prasowych, internetu i mediów społecznościowych): 2018[51], 2019[52].